# 渚宫旧事
《渚宮舊事》又名《渚宮故事》，凡五卷，另有《補遺》一卷，唐人余知古撰。
渚宫是楚国郢都南方的一座宫殿，此書似可視為楚國史書。《渚宫旧事》原书十卷，記事上起周朝的鬻熊，止于唐末。宋朝時僅存五卷，乾隆五十年，纪昀等校定并为补遗一卷，收入《四库全书》。孙星衍等曾參與校补。《渚宫旧事》引用諸多佚書，可作為參校之用。今有杨炳的《渚宫旧事校释》。